# Infirmeri
Infirmeri (lat. infirmus), ikke at forveksle med et felthospital, er en sygestue eller sygeafdeling på en kaserne eller i et fængsel, hvor personalet er sygepassere og/eller sygeplejersker. I nogle tilfælde kan der være lægebemanding.
Infirmeriet behandler lettere syge, mens alvorlige syge overføres til et sygehus.